# وليام إتيكي مبوموا
وليام أوريليان إتيكي مبوموا (بالفرنسية: William Eteki Mboumoua)‏ (20 أكتوبر 1933 - 26 أكتوبر 2016) سياسي ودبلوماسي كاميروني لديه مسيرة طويلة في الحياة السياسية بصفة وزيرا في حكومة الكاميرون فلقد كان وزير التربية الوطنية، بين عامي 1961-1968 وأما بين عامي 1984-1987، فلقد كان وزير الشؤون الخارجية. من عام 1974 إلى عام 1978 كان إتيكي مبوموا أيضا الأمين العام لمنظمة الوحدة الأفريقية وفي فترة من حياته كان رئيس جمعية الصليب الأحمر الكاميروني.

## روابط خارجية
- وليام إتيكي مبوموا على موقع مونزينجر (الألمانية)